# Wonderful World
Wonderful World – album kompilacyjny amerykańskiej wokalistki Evy Cassidy, wydany 27 lipca 2004 roku (osiem lat po jej śmierci).

## Lista utworów
| 1.  | "What a Wonderful World" (Bob Thiele, David Weiss)        | 4:20  |
|     |                                                           |       |
| 2.  | "Kathy's Song" (Paul Simon)                               | 2:45  |
|     |                                                           |       |
| 3.  | "Say Goodbye" (Steven M. Digman, Andrew Hernandez)        | 3:56  |
|     |                                                           |       |
| 4.  | "Anniversary Song" (Digman)                               | 2:51  |
|     |                                                           |       |
| 5.  | "How Can I Keep from Singing?" (tradycyjny)               | 4:27  |
|     |                                                           |       |
| 6.  | "You Take My Breath Away" (Claire Hamill)                 | 5:40  |
|     |                                                           |       |
| 7.  | "Drowning in the Sea of Love" (Kenneth Gamble, Leon Huff) | 4:18  |
|     |                                                           |       |
| 8.  | "Penny to My Name" (Roger Henderson)                      | 3:39  |
|     |                                                           |       |
| 9.  | "You've Changed" (Bill Carey, Carl Fischer)               | 4:47  |
|     |                                                           |       |
| 10. | "It Doesn't Matter Anymore" (Paul Anka)                   | 3:13  |
|     |                                                           |       |
| 11. | "Waly Waly" (tradycyjny)                                  | 4:39  |
|     |                                                           |       |
|     |                                                           | 44:35 |
|     |                                                           |       |

## Wykonawcy
- Eva Cassidy - gitara akustyczna, gitara, śpiew
- Chris Biondo - gitara basowa, gitara elektryczna
- Chuck Brown - chórki
- Laura Byrne - flet
- Mark Carson - fortepian
- Dan Cassidy - skrzypce
- Steve Digman - gitara
- Carolene Evans - smyczki
- Mark Tufty Evans - smyczki, wiolonczela
- Anthony Flowers - organy Hammonda
- Keith Grimes - gitara akustyczna, gitara, gitara elektryczna
- Ian Lawther - kobza
- Edgardo Malaga Jr. - smyczki
- Raice McLeod - perkusja
- Zan McLeod - buzuki, gitara, mandolina
- Joanne Opgenorth - smyczki
- Uri Wassertzug - smyczki
- Lenny Williams - organy, fortepian, instrumenty klawiszowe

## Producenci
- Producenci: Eva Cassidy, Chris Biondo, Lenny Williams
- Mastering: Robert Vosgien
- Aranżacja: Eva Cassidy
- Drum Programming: Chris Biondo
- Compilation: Bill Straw
- Sequencing: Bill Straw
- Design: Eileen White
- Fotografie: Chris Biondo, Elaine Stonebraker
- Liner Notes: Kevin Howlett